# Kazuo Koike
Kazuo Koike (小池 一夫?, Koike Kazuo; Daisen, 8 maggio 1936 – 17 aprile 2019) è stato un fumettista, scrittore e sceneggiatore giapponese.
È conosciuto a livello internazionale soprattutto per i manga Lady Snowblood, Crying Freeman e Lone Wolf and Cub, vincitore dell'Eisner Award nella categoria Migliore edizione statunitense di opere straniere. Ha collaborato con i più importanti mangaka del panorama fumettistico giapponese, tra cui Gōseki Kojima, Ryōichi Ikegami, Gō Nagai e Kazuo Kamimura.

## Biografia
Dopo il diploma conseguito nel 1955 presso il liceo Ritsu Akita della prefettura di Akita, si iscrive alla facoltà di Giurisprudenza presso l’università Chuo, laureandosi nel 1959. Dopo aver fallito in tre occasioni il concorso di Stato per l’avvocatura, è costretto ad abbandonare la sua passione per la scrittura e dedicarsi a vari impieghi lavorativi.
Nel 1968, dopo aver letto un annuncio su Shōnen magazine invia il manoscritto di Kareha no Shinshiroku (枯れ葉の紳士録?) a Takao Saitō. Assunto presso lo studio del famoso e prolifico mangaka, Kozue debutta a livello professionistico, avendo così modo di lavorare a popolari serie: Muyōnosuke (無用之介) e, soprattutto, Golgo 13. 
Nel 1970, desideroso di lavorare in completa indipendenza, insieme a Seisaku Kanō, Satomi Kōe e Yū Koyama fonda lo Studio Ship, che diventerà nel 1995 lo Studio Koike. Già in questo primo decennio di attività, lo studio produrrà opere di grande rilievo artistico come Lady Snowblood, disegnata da Kazuo Kamimura e Aiueo boy con le tavole di Ryōichi Ikegami. Ma è soprattutto Lone Wolf and Cub a segnare un punto di svolta nella carriera dello scrittore. La serie, infatti, inaugura la collaborazione tra Koike e il disegnatore Gōseki Kojima. Il sodalizio artistico instaurato da questi due prolifici autori durerà quasi tre decenni, con la creazione di decine di serie e l'appellativo di "coppia d'oro". Dopo la morte di Kojima avvenuta nel 2000, Koike darà un seguito alla crudele epopea di Ogami Ittō e del piccolo figlio Daigoro: nel 2003, dopo avere chiesto il consenso da parte della vedova di Kojima, Koike scrive i testi di Shin-Kozure ōkami disegnato da Hideki Mori, un autore dal tratto profondamente affine al compianto Kojima.
Nel 1977, fonda una scuola per giovani autori di fumetto, Gekigasonjuku, nella quale si sono formati alcuni tra i più importanti nomi del panorama fumettistico giapponese: Keisuke Itagaki, Tetsuo Hara, Yūji Horii, Hideyuki Kikuchi, Kazuya Kudō, Caribu Marley, Aoi Nanase, Akira Sakuma, Yoshio Sawai, Rumiko Takahashi, Hiroshi Takashige, Akio Tanaka, Takayuki Yamaguchi e Naoki Yamamoto. Gli anni ottanta registrano un netto cambio di stile nella produzione di Koike. Abbandonato momentaneamente il medium del fumetto, si dedica alla scrittura di romanzi, poesie e sceneggiature per il cinema, il teatro e la televisione.
Dall'anno 2000, Koike tiene corsi sulla creazione dei personaggi presso l'Università delle Arti di Osaka e dirige un gruppo di studio coadiuvato da un’équipe di sei professori: Ryōichi Ikegami, Tōru Iwatani, Machiko Satonaka, Baron Yoshimoto, Toshimichi Ōtsuki e Yūichi Itō.
La produzione di Koike è vastissima e spazia attraverso un numero di generi altrettanto variegati: storico, poliziesco e politico, drammatico, azione, soprannaturale, fantascientifico, erotico e pornografico, biografico, sportivo, supereroistico. Spesso caratterizzati da scene di sesso e violenza estreme, i suoi testi riflettono uno specifico e scrupoloso intento documentaristico, specie nelle serie ambientate in contesti della storia giapponese. Koike è un grande appassionato di Mah Jong, di cui è stato giocatore professionista e al quale ha dedicato una serie di fumetti, e di golf, sul quale ha scritto ancora una serie fumettistica e programmi sportivi e diretto una rivista specialistica.

## Opere
Elenco parziale di opere sceneggiate da Koike, precedute dal nome del disegnatore.
- Kosei Saigo; Yoshihiro Morito, Haruku (ハルク - Hulk: The Manga) (1970-1971)
- Gōseki Kojima, Lone Wolf and Cub (子連れ狼?, Kozure ōkami) (1970-1976)
- Takeshi Kanda, Goyō Kiba (御用牙) (1970-1976)
- Monkey Punch, Lupin III - Shokikan tori (Sekuretarī bādo) (ルパン三世 - 書記官鳥 - セクレタリー・バード) (1970)
- Tadashi Matsumori, Mokuyōbi no Rika (木曜日のリカ) (1971-1972)
- Yoshitani, Kōkōsei burai hikae (高校生無頼控) (1971-1973)
- Ken Tsukigake, Sōrujā (葬流者) (1972-1974)
- Gōseki Kojima, Douchuushi (道中師) (1972-1974)
- Gōseki Kojima, Samurai Executioner (首斬り朝?, Kubikiri asa) (1972-1976)
- Keiji Yoshitani, Burei danshi (無礼男子) (1973)
- Kazuo Kamimura, Lady Snowblood (修羅雪姫?, Shurayuki hime) (1973)
- Seisaku Kanō, Karaado (からぁ怒) (1973-1974)
- Ryōichi Ikegami, Aiueo boy (Ｉ・餓男) (1973-1977)
- Jin Hirano, Seishun no shippo (青春の尻尾) (1975-1978)
- Jin Hirano, Shōnen no machi ZF (少年の町ZF) (1976-1979)
- Gōseki Kojima, Tatamidori Kasajirou (畳捕り傘次郎) (1976-1977)
- Gōseki Kojima, Haru ga kita (春が来た?) (1976-1978)
- Seisaku Kanō, Jikken ningyō Dummy Oscar (実験人形ダミー・オスカー) (1977)
- Satomi Kōe, Seishun chimposium (青春チンポジュウム) (1977-1980)
- Jin Hirano, Sahara (サハラ) (1978-1979)
- Gōseki Kojima, Kei no Seishun (ケイの凄春) (1978-1980)
- Hiromi Yamasaki, Seishun Dōbutsuen Zoo (青春動物園 ズウ) (1978-1981)
- Gōseki Kojima, Hanzō, la via dell'assassino (半蔵の門?, Hanzō no mon) (1978-1984)
- Satomi Kōe, Nijitte monogatari (弐十手物語) (1978-2003)
- Shôtarô Ishinomori, Nanatsu no kao o motsu otoko, Tarao Bannai, (七つの顔をもつ男、多羅尾伴内) (1978)
- Gō Nagai, Hanappe Bazooka (花平バズーカ) (1979-1982)
- Seisaku Kanō, Mamonogatari Itoshi no Betty (魔物語 愛しのベティ) (1980-1985)
- Gōseki Kojima, Kawaite sōrō (乾いて候?) (1981-1982)
- Hiromi Yamasaki, Love Z (ラブZ) (1982-1984)
- Ryōichi Ikegami, Kizuoi-bito (傷追い人) (1982-1986)
- Hiromi Yamasaki, Nostradamus ai densetsu (ノストラダムス愛伝説) (1983-1985)
- Tadashi Matsumori, Kaito Yūjirō den - Kenshin (海渡勇次郎伝 拳神) (1983-1987)
- Noriyoshi Inoue, Dyuetto (デュエット) (1984)
- Gōseki Kojima, Son Gokū (孫悟空?) (1984-1985)
- Seisaku Kanō, Kinzō no agatte nanbo !! (キンゾーの上がってなンボ!!) (1984-1986)
- Seisaku Kanō, BROTHERS - Burazāzu (BROTHERS-ブラザーズ) (1990-2003)
- Noriyoshi Inoue, Mad Bull 34 (マッド★ブル34 - Maddo Buru 34) (1985-1991)
- Ryōichi Ikegami, Crying Freeman (クライングフリーマン - Kuraingu Furīman), (1986-1988)
- Satomi Kōe, Koshitantan (虎視眈々) (1986-1988)
- Gōseki Kojima, Kai no tora Takeda Shingen (甲斐の虎武田信玄?) (1987-1988)
- Ryōichi Ikegami, Offered, (1990-1991)
- Seisaku Kanō, Auction house (オークション・ハウス) (1990-2003)
- Noriyoshi Inoue, Renkan Nihon Shoki (連環日本書紀) (1992)
- Tadashi Matsumori, Katakoi sabarō (片恋さぶろう) (1992-1993)
- Ken Tsukigake, Dantō Oni (断頭鬼) (1997)
- Jin Hirano, Tobashite nanbo mō ga charge (飛ばしてなんボ猛がチャージ - Tobashite nanbo mō ga chāji) (1998-2000)
- Noriyoshi Inoue, Mad Bull 2000 (マッド・ブル2000 - Maddo Buru 2000) (1999)
- Noriyoshi Inoue, Hoshi no fune (星の艦) (2002)
- Paul Smith, X-Men Unlimited (Vol. 1) #50 (2003)
- Hideki Mori, Shin-Kozure ōkami (新・子連れ狼 - New Lone Wolf and Cub) (2003-2006)
- Hideki Mori, Kajō (花縄) (2003-2008)
- Ryōichi Ikegami, Shurayuki hime - gaiden (修羅雪姫・外伝) (2006-2007)
- Natsuki Sumeragi, Yume Genji tsurugi no saimon (夢源氏剣祭文) (2007)